# Jurbarkas
Jurbarkas ( escoltar (?·pàg.)), és una ciutat en el comtat de Tauragė, Lituània. Es troba a la riba dreta del riu Neman en la seva confluència amb el Mituva i l'Imsre. La ciutat va esdevenir un important encreuament de carreteres després que es construís un pont sobre el riu Neman el 1978.

## Història

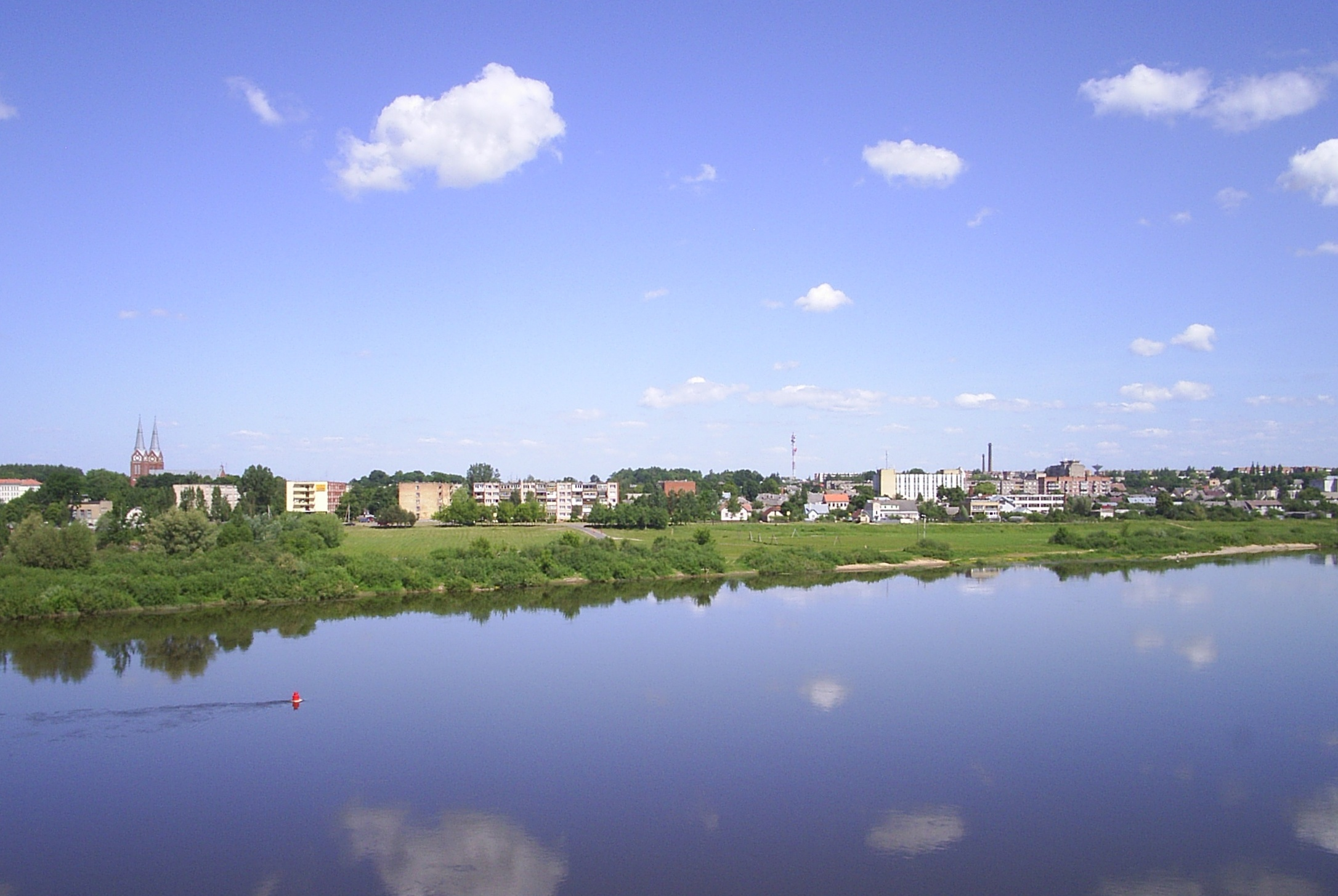
Vista de la ciutat de Jurbarkas

Encara que Jurbarkas es diu que va ser seu dels prínceps lituans de la llegenda dels Palemonids, està documentat per primera vegada el 1259 com pertanyent als Cavallers Teutònics del castell de Georgenburg ("castell de George") al costat del riu Neman. Aquest castell va ser construït 3 quilòmetres a l'oest de l'actual ciutat en un turó conegut com a Bispiliukai, mentre que els lituans van construir un castell en elturó Bispulis a prop del riu Imsre. Encara que els croats alemanys estaven sovint en guerra amb els lituans, el rei de Lituània Mindaugas, no es va oposar a la construcció del castell Georgenburg després de la seva conversió al cristianisme.
El castell de Georgenburg va ser abandonat pels cavallers teutònics després de la seva derrota en la batalla de Grunwald el 1410. La regió va ser inclosa a Lituània pel Tractat de Melno el 1422, i el lloc actual de Jurbarkas va començar a desenvolupar-se com una ciutat fronterera, creixent mitjançant l'exportació de fusta a través del Neman al ducat de Prússia. El 1586 el famós historiador polonès Maciej Stryjkowski va esdevenir sacerdot catòlic a Jurbarkas. El rei Segimon III Vasa va concedir a la ciutat de Jurbarkas els seus drets de Magdeburg el 1611.

## Ciutats agermanades
- Ryn, Polònia
- Crailsheim, Alemanya
- Berlin-Lichtenberg, Alemanya
- Neman, Rússia